# Johann Esser
Johann Esser (Wickrath, el 10 d'abril de 1896 - Meerbeck, un nucli de Moers, 1971) va ser un poeta i sindicalista alemany.
Esser va créixer en un orfenat. Després de l'escola va trobar una primera feina com a teixidor. Durant la Primera Guerra Mundial, va servir a l'exèrcit com a infanter. A continuació, va treballar com a minaire a la mina de lignit «Diergardt-Mevissen» al Baix Rin, va començar a militar al sindicat obrer i afiliar-se al Partit Comunista Alemany (KPD). Inspirat en la poesia obrera de la fi del segle xix, va escriure poemes i relats sobre el món del treball.
Després de la Machtergreifung del 1933 va ser pres pels nazis com a comunista i sindicalista en «custòdia preventiva» (Schutzhaft), un empresonament arbitrari sense decisió judicial. Va ser acusat d'alta traïció. Al camp de concentració de Börgermoor va escriure juntament amb Wolfgang Langhoff la lletra de la cançó «die Moorsoldaten»: un acte de resistència contra la persecució i l'opressió de dissidents. Als anys següents amb la seva família va viure en gran necessitat econòmica a causa de repetides detencions i la impossibilitat de trobar feina. Això va fer malbé la salut de la seva primera esposa, amb qui va tenir quatre fills, i que va morir el 1942. Probablement per evitar una nova persecució, en aquest període va publicar alguns poemes patriòtics en publicacions nacional-socialistes.
Després de la Segona Guerra Mundial, va reprendre la seva activitat sindical, però es va distanciar del comunisme amb l'arribada de l'estalinisme. Esser es va jubilar el 1960 i va continuar publicant poesia als diaris. Va morir el 1971 a Moers. La seva tomba es troba al Cementiri Trompet de Rheinhausen bei Duisburg. El 2014 s'hi va inaugurar una placa commemorativa i al mateix any la plaça del marcat de Meerbeck, on va viure les darreres treinta anys de la seva vida va ser rebatejada al seu honor en Johann-Esser-Platz.